# Ingénierie de l'intelligence artificielle
 (mars 2025).
L'Ingénierie de l'intelligence artificielle (ingénierie IA) est une discipline technique qui se concentre sur la conception, le développement et le déploiement des systèmes d'IA. L'ingénierie de l'IA applique des principes et des méthodologies d'ingénierie pour créer des solutions basées sur l'IA, évolutives, efficaces et fiables. Elle fusionne des aspects de ingénierie des données et de génie logiciel pour créer des applications concrètes dans divers domaines tels que la santé, la finance, les systèmes autonomes et l'automatisation industrielle.

## Composants clés
L'ingénierie de l'IA intègre une variété de domaines techniques et de pratiques, tous essentiels à la construction de systèmes d'IA évolutifs, fiables et éthiques.

### Ingénierie des données et infrastructure
Les données constituent la pierre angulaire des systèmes d'IA, nécessitant une ingénierie soignée pour garantir leur qualité, leur disponibilité et leur utilisabilité. Les ingénieurs en IA collectent de larges jeux de données provenant de multiples sources telles que les bases de données, les API et les flux en temps réel. Ces données font l'objet de nettoyage, de normalisation et de prétraitement, souvent facilités par des pipelines de données automatisés qui gèrent l'extraction, transformation et chargement (ETL).
Des solutions de stockage efficaces, telles que les bases de données SQL (ou NoSQL) et les lac de données, doivent être choisies en fonction des caractéristiques des données et des cas d'utilisation. Les mesures de sécurité, incluant le chiffrement et les contrôles d'accès, sont essentielles pour protéger les informations sensibles et assurer la conformité avec des réglementations comme le Règlement général sur la protection des données,,.

### Sélection et optimisation des algorithmes
La sélection de l'algorithme approprié est cruciale pour le succès de tout système d'IA. Les ingénieurs évaluent le problème (qui peut être du classement automatique ou de l'analyse de régression, par exemple) pour déterminer l'algorithme d'apprentissage automatique le plus adapté, y compris les paradigmes d'apprentissage profond,.
Une fois un algorithme choisi, l'optimiser par le réglage des hyperparamètres est essentiel pour améliorer l'efficacité et la précision. Des techniques telles que la recherche par grille ou l'optimisation bayésienne sont employées, et les ingénieurs utilisent souvent la parallélisation pour accélérer les processus d'entraînement, notamment pour les grands modèles et les jeux de données. Pour les modèles existants, des techniques comme l'apprentissage par transfert peuvent être appliquées pour adapter des modèles préentraînés à des tâches spécifiques, réduisant ainsi le temps et les ressources nécessaires pour l'entraînement.

### Ingénierie de l'apprentissage profond (Deep Learning)
L'apprentissage profond est particulièrement important pour des tâches impliquant de grands et complexes jeux de données. Les ingénieurs conçoivent des architectures de réseau de neurones adaptées à des applications spécifiques, telles que les réseaux neuronaux convolutifs pour des tâches visuelles ou les réseaux de neurones récurrents pour des tâches basées sur des séquences. L'apprentissage par transfert, où des modèles préentraînés sont ajustés pour des cas d'utilisation spécifiques, aide à rationaliser le développement et améliore souvent les performances.
L'optimisation pour le déploiement dans des environnements à ressources limitées, tels que les dispositifs mobiles, implique des techniques comme l'élagage des réseaux de neurones et la quantification pour minimiser la taille du modèle tout en maintenant les performances. Les ingénieurs atténuent également le déséquilibre des données par l'augmentation des données et la génération de données synthétiques, garantissant des performances robustes du modèle à travers diverses classes.

### Traitement automatique du langage naturel
Le traitement automatique du langage naturel (NLP) est un composant crucial de l'ingénierie de l'IA, axé sur la capacité des machines à comprendre et générer le langage humain. Le processus commence par le prétraitement du texte pour préparer les données aux modèles d'apprentissage automatique. Les avancées récentes, notamment les modèles basés sur le transformeur, tels que BERT et le GPT, améliorent considérablement la capacité à comprendre le contexte du langage.
Les ingénieurs en IA travaillent sur diverses tâches de NLP, incluant l'analyse de sentiments, la traduction automatique et l'extraction d'informations. Ces tâches nécessitent des modèles sophistiqués qui utilisent des mécanismes d'attention pour améliorer la précision Applications vont des assistants virtuels et des chatbots à des tâches plus spécialisées comme la reconnaissance d'entités nommées (NER) et le classement de la partie du discours (POS),.

### Systèmes de raisonnement et de prise de décision
Développer des systèmes capables de raisonner et de prendre des décisions constitue un aspect important de l'ingénierie de l'IA. Qu'il s'agisse de partir de zéro ou de s'appuyer sur des cadres existants, les ingénieurs créent des solutions qui fonctionnent à partir de données ou de règles logiques. L'intelligence artificielle symbolique utilise la logique formelle et des règles prédéfinies pour l'inférence, tandis que des techniques de raisonnement probabiliste comme les réseaux bayésiens aident à gérer l'incertitude. Ces modèles sont essentiels pour des applications dans des environnements dynamiques, tels que les véhicules autonomes, où la prise de décision en temps réel est cruciale,.

### Sécurité
La sécurité est une considération critique dans l'ingénierie de l'IA, particulièrement à mesure que les systèmes d'IA s'intègrent de plus en plus dans des applications sensibles et critiques. Les ingénieurs en IA mettent en place des mesures de sécurité robustes pour protéger les modèles contre des attaques adverses, telles que l'évasion et l'empoisonnement des données,.
De plus, sécuriser les données utilisées pour entraîner les modèles d'IA est d'une importance capitale. Le chiffrement, le stockage de données sécurisé et les mécanismes de contrôle d'accès sont employés pour protéger les informations sensibles contre tout accès non autorisé et les violations. Les systèmes d'IA requièrent également une surveillance constante pour détecter et atténuer les vulnérabilités qui peuvent survenir après le déploiement. Dans des environnements à enjeux élevés tels que les systèmes autonomes et la santé, les ingénieurs intègrent des mécanismes de redondance et de sécurité afin de s'assurer que les modèles d'IA continuent de fonctionner correctement face aux menaces de sécurité.

### Éthique et conformité
Alors que les systèmes d'IA influencent de plus en plus les aspects sociétaux, l'éthique et la conformité constituent des éléments vitaux de l'ingénierie de l'IA. Les ingénieurs conçoivent des modèles pour atténuer des risques tels que l'empoisonnement des données et s'assurer que les systèmes d'IA se conforment aux cadres juridiques, tels que les réglementations sur la protection des données comme le RGPD.
Les considérations éthiques se concentrent sur la réduction des biais dans les systèmes d'IA, la prévention de la discrimination fondée sur la race, le genre ou d'autres caractéristiques protégées. En développant des solutions d'IA équitables et responsables, les ingénieurs contribuent à la création de technologies à la fois techniquement solides et socialement responsables.

## Charge de travail
La charge de travail d'un ingénieur en IA s'articule autour du cycle de vie du système d'IA, qui est un processus complexe et en plusieurs étapes. Ce processus implique de construire des modèles à partir de zéro ou d'utiliser des modèles préexistants via l'apprentissage par transfert, en fonction des exigences du projet. Chaque approche présente des défis uniques et influence le temps, les ressources et les décisions techniques impliquées.

### Définition du problème et analyse des besoins
Que le modèle soit construit à partir de zéro ou basé sur un modèle préexistant, le travail commence par une compréhension claire du problème. L'ingénieur doit définir la portée, comprendre le contexte commercial et identifier des objectifs spécifiques en IA qui s'alignent sur des buts stratégiques. Cette étape inclut la consultation avec les parties prenantes afin d'établir des indicateur de performance (KPI) et des exigences opérationnelles.
Lors du développement d'un modèle à partir de zéro, l'ingénieur doit également décider quels algorithmes sont les plus adaptés à la tâche. À l'inverse, lors de l'utilisation d'un modèle préentraîné, la charge de travail se concentre sur l'évaluation des modèles existants et la sélection du plus adapté à la tâche. L'utilisation de modèles préentraînés permet souvent de se concentrer davantage sur l'affinage plutôt que sur la conception d'une toute nouvelle architecture de modèle.

### Acquisition et préparation des données
L'acquisition et la préparation des données constituent des étapes critiques, quel que soit le mode de développement choisi, car la performance de tout système d'IA dépend fortement de données de haute qualité et représentatives.
Pour les systèmes construits à partir de zéro, les ingénieurs doivent collecter des jeux de données complets couvrant tous les aspects du domaine problématique, en assurant une diversité et une représentativité suffisantes pour entraîner le modèle de manière efficace. Cela implique le nettoyage, la normalisation et l'augmentation des données selon les besoins. La création de pipelines de données et la résolution de problèmes tels que les jeux de données déséquilibrés ou les valeurs manquantes sont également essentielles pour maintenir l'intégrité du modèle durant l'entraînement.
Dans le cas de l'utilisation de modèles préexistants, les exigences en matière de jeux de données diffèrent souvent. Ici, les ingénieurs se concentrent sur l'obtention de données spécifiques à la tâche qui seront utilisées pour affiner un modèle général. Bien que le volume global de données soit généralement moindre, il doit être hautement pertinent par rapport au problème spécifique. Les modèles préexistants, notamment ceux basés sur l'apprentissage par transfert, requièrent généralement moins de données, ce qui accélère la phase de préparation, même si la qualité des données demeure tout aussi importante.

### Conception et entraînement du modèle
La charge de travail durant la phase de conception et d'entraînement du modèle dépend significativement de si l'ingénieur construit le modèle à partir de zéro ou s'il affine un modèle existant.
Lors de la création d'un modèle à partir de zéro, les ingénieurs en IA doivent concevoir l'architecture entière, en sélectionnant ou développant des algorithmes et des structures adaptés au problème. Pour les modèles d'apprentissage profond, cela peut impliquer la conception d'un réseau de neurones avec le nombre adéquat de couches, de fonctions d'activation et d'optimiseurs. Les ingénieurs procèdent à plusieurs itérations de tests, d'ajustement des hyperparamètres et de raffinement de l'architecture. Ce processus peut être intensif en ressources, nécessitant une puissance de calcul substantielle et un temps important pour entraîner le modèle sur de grands jeux de données.
Pour les systèmes d'IA basés sur des modèles préexistants, l'accent est davantage mis sur l'affinage. L'apprentissage par transfert permet aux ingénieurs de prendre un modèle déjà entraîné sur un vaste jeu de données et de l'adapter à une tâche spécifique à l'aide d'un jeu de données plus restreint. Cette méthode réduit considérablement la complexité de la phase de conception et d'entraînement. Plutôt que de construire l'architecture, les ingénieurs ajustent les dernières couches et effectuent un réglage des hyperparamètres. Le temps et les ressources de calcul requis sont généralement inférieurs à ceux de l'entraînement à partir de zéro, car les modèles préentraînés ont déjà acquis des caractéristiques générales qui ne nécessitent qu'un affinage pour la nouvelle tâche.
Que ce soit pour une construction à partir de zéro ou un affinage, les ingénieurs utilisent des techniques d'optimisation telles que la validation croisée et l'arrêt précoce pour prévenir le surapprentissage. Dans les deux cas, l'entraînement du modèle implique de nombreux tests pour mesurer les performances et améliorer la précision.

### Intégration du système
Une fois le modèle entraîné, il faut l'intégrer dans le système global, une phase qui demeure en grande partie identique quelle que soit la méthode de développement employée. L'intégration du système consiste à connecter le modèle d'IA à divers composant logiciels et à veiller à ce qu'il puisse interagir avec des systèmes externes, des base de donnéess et des interface utilisateurs.
Pour les modèles développés à partir de zéro, l'intégration peut nécessiter un travail supplémentaire pour s'assurer que l'architecture personnalisée s'aligne sur l'environnement opérationnel, en particulier si le système d'IA est conçu pour du matériel électronique spécifique ou des environnements d'informatique en périphérie. Les modèles préentraînés, en revanche, sont souvent plus flexibles en matière de déploiement puisqu'ils sont construits avec des cadres largement adoptés, compatibles avec la plupart des infrastructures modernes.
Les ingénieurs utilisent des outils de containerisation pour empaqueter le modèle et créer des environnements cohérents pour le déploiement, garantissant ainsi une intégration fluide sur des systèmes basés sur l'informatique en nuage ou des systèmes logiciel sur site. Que le modèle soit construit à partir de zéro ou préentraîné, la phase d'intégration exige de s'assurer que le modèle est prêt à évoluer et à fonctionner efficacement au sein de l'infrastructure existante,.

### Tests et validation
Les tests et la validation jouent un rôle crucial dans les deux approches, bien que la profondeur et la nature des tests puissent différer légèrement. Pour les modèles construits à partir de zéro, des tests fonctionnels plus exhaustifs sont nécessaires pour garantir que les composants personnalisés du modèle fonctionnent comme prévu. Des tests de résistance sont effectués pour évaluer le système sous diverses charges opérationnelles, et les ingénieurs doivent valider que le modèle peut gérer les types de données spécifiques et les cas particuliers du domaine.
Pour les modèles préentraînés, l'objectif des tests est de s'assurer que l'affinage a correctement adapté le modèle à la tâche. Des tests fonctionnels valident que les sorties du modèle préentraîné sont précises dans le nouveau contexte. Dans les deux cas, des évaluations de biais, des vérifications d'équité et des contrôles de sécurité sont cruciaux pour garantir des pratiques éthiques en matière d'IA et prévenir les vulnérabilités, notamment dans des applications sensibles comme la finance, la santé ou les systèmes autonomes.
L'explicabilité est également essentielle dans les deux flux de travail, surtout lorsqu'on travaille dans des industries régulées ou avec des parties prenantes nécessitant de la transparence dans les processus de prise de décision de l'IA.

### Déploiement et surveillance
La phase de déploiement implique généralement les mêmes stratégies globales—que le modèle soit construit à partir de zéro ou basé sur un modèle existant. Cependant, les modèles construits à partir de zéro peuvent nécessiter un affinage plus poussé lors du déploiement afin de répondre aux exigences de performance dans un environnement de production. Par exemple, les ingénieurs peuvent devoir optimiser l'utilisation de la mémoire, réduire la latence ou adapter le modèle pour l'informatique en périphérie,,.
Lors du déploiement de modèles préentraînés, la charge de travail est généralement plus légère. Puisque ces modèles sont souvent déjà optimisés pour des environnements de production, les ingénieurs peuvent se concentrer sur l'assurance de la compatibilité avec les données spécifiques à la tâche et l'infrastructure. Dans les deux cas, des techniques de déploiement telles que les déploiements progressifs, les tests A/B ou les déploiements canari sont utilisées pour minimiser les risques et garantir une transition fluide vers l'environnement en production,,.
La surveillance demeure toutefois essentielle dans les deux approches. Une fois le système d'IA déployé, les ingénieurs mettent en place une surveillance des performances pour détecter des problèmes tels que la dérive du modèle, où la précision du modèle diminue au fil du temps à mesure que les tendances des données évoluent. Une surveillance continue aide à identifier quand le modèle nécessite un nouvel entraînement ou une recalibration. Pour les modèles préentraînés, un affinage périodique peut suffire pour maintenir des performances optimales, tandis que les modèles construits à partir de zéro peuvent nécessiter des mises à jour plus étendues en fonction de leur conception,.
La maintenance régulière inclut des mises à jour du modèle, une revalidation des contrôles d'équité et de biais, ainsi que des correctifs de sécurité pour se prémunir contre les attaques adverses.

## Opérations d'apprentissage automatique (MLOps)
MLOps, ou Opérations d'Intelligence Artificielle (AIOps), est un composant critique de l'ingénierie de l'IA moderne, intégrant le développement de modèles d'apprentissage automatique avec des pratiques opérationnelles fiables et efficaces. Similaire aux pratiques DevOps dans le développement logiciel, MLOps fournit un cadre pour l'intégration continue, la livraison continue (CI/CD) et la surveillance automatisée des modèles d'apprentissage automatique tout au long de leur cycle de vie.
Les MLOps sont particulièrement importantes à mesure que les systèmes d'IA se développent pour gérer des tâches plus complexes et de plus grands jeux de données. Sans des pratiques MLOps robustes, les modèles risquent de sous-performer ou d'échouer une fois déployés en production, conduisant à des problèmes tels que des temps d'arrêt, des préoccupations éthiques ou une perte de confiance des parties prenantes. En établissant des flux de travail automatisés et évolutifs, MLOps permet aux ingénieurs en IA de gérer plus efficacement l'ensemble du cycle de vie des modèles d'apprentissage automatique, depuis le développement jusqu'au déploiement et à la surveillance continue.
De plus, à mesure que les cadres réglementaires entourant les systèmes d'IA continuent d'évoluer, les pratiques MLOps sont cruciales pour assurer la conformité avec les exigences légales, y compris les réglementations sur la confidentialité des données et les directives pour une IA éthique.

## Défis
L'ingénierie de l'IA fait face à un ensemble distinct de défis qui la différencient du développement logiciel traditionnel. L'un des problèmes principaux est la dérive du modèle, où les modèles d'IA voient leurs performances diminuer au fil du temps en raison des changements dans les tendances des données, nécessitant un réentraînement continu et une adaptation. De plus, la confidentialité et la sécurité des données sont des préoccupations critiques, en particulier lorsque des informations sensibles sont utilisées dans des modèles basés sur le cloud,. Assurer l'intelligence artificielle explicable est un autre défi, car il faut rendre les systèmes d'IA complexes interprétables pour des parties prenantes non techniques. Les biais et l'équité nécessitent également une gestion minutieuse pour prévenir la discrimination et promouvoir des résultats équitables, puisque les biais présents dans les données d'entraînement peuvent se propager à travers les algorithmes d'IA, conduisant à des résultats inattendus,. Relever ces défis nécessite une approche multidisciplinaire, combinant expertise technique, considérations éthiques et réglementaires.

## Développement durable
L'entraînement de modèles d'IA à grande échelle implique le traitement d'immenses jeux de données sur de longues périodes, consommant d'importantes quantités d'énergie. Cela soulève des inquiétudes quant à l'impact environnemental des technologies d'IA, compte tenu de l'expansion des centre de données nécessaires pour soutenir l'entraînement et l'inférence des modèles d'IA,.
La demande croissante en puissance de calcul conduit à une consommation électrique significative, les applications d'IA laissant souvent une empreinte carbone substantielle. En réponse, les ingénieurs et chercheurs en IA explorent des moyens d'atténuer ces effets en développant des algorithmes plus économes en énergie, en recourant à des centre de données verts et en tirant parti des sources d'énergie renouvelable. La prise en compte de la durabilité des systèmes d'IA devient un aspect crucial d'un développement responsable de l'IA à l'échelle mondiale,.

## Parcours éducatifs
La formation en ingénierie de l'IA implique généralement des cours avancés en génie logiciel et en ingénierie des données. Les sujets clés incluent l'apprentissage automatique, l'apprentissage profond, le traitement automatique du langage naturel et la vision par ordinateur. De nombreuses universités offrent désormais des programmes spécialisés en ingénierie de l'IA, tant au niveau licence qu'au niveau master, incluant des laboratoires pratiques, un apprentissage par projet et des cours interdisciplinaires qui relient la théorie de l'IA aux pratiques d'ingénierie.
Des certifications professionnelles peuvent également venir compléter la formation formelle. De plus, l'expérience pratique acquise par des projets concrets, des stages et des contributions à des initiatives open source en IA est fortement recommandée pour développer une expertise pratique,.